# Mary Symon
Mary Symon (25. September 1863–27. Mai 1938) war eine schottische Dichterin, die ihre Werke mit einem regionalen und ländlichen Schwerpunkt in Scots schrieb. Ihr Werk wurde von Hugh MacDiarmid während der schottischen Renaissance gelobt.

## Leben und Ausbildung
Mary wurde als Tochter von John Symon (1836–1908), einem Landbesitzer und Sattler, und Isabella Duncan (1837–1924) in Dufftown auf dem Landgut Pittyvaich geboren. Ihr Vater war eine prominente Persönlichkeit des örtlichen Lebens und half bei der Gründung der Pittyvaich Distillery. Mary besuchte zunächst die Mortlach Public School und dann das Edinburgh Institute For Young Ladies, wo sie Logie Robertson kennenlernte und Vorlesungen von David Masson an der University of Edinburgh besuchte. Sie war Absolventin der University of St. Andrews.

## Werke
Mary Symon wuchs fließend im Scots des ländlichen Banffshire auf.
Ihre ersten Werke werden auf das Jahr 1876 datiert, und sie veröffentlichte unter verschiedenen Pseudonymen.
Ihr Werk wurde durch den Ersten Weltkrieg beeinflusst: Ihr Gedicht The Glen’s Muster-Roll von 1916 ist aus der Perspektive eines örtlichen Schulmeisters geschrieben, der über die Zukunft der Jungen in seiner Gemeinde nachdenkt, während ihr Gedicht A Whiff o’ Hame im selben Jahr als Teil eines Weihnachtsbuchs an die Truppen verschickt wurde. After Neuve Chapelle von 1915 beschreibt die Verluste der Gordon Highlanders an der Front.
Die erste Auflage von Symons Werk, Deveron Days, wurde 1933 veröffentlicht und war sofort ausverkauft, so dass eine zweite Auflage folgte. Im selben Jahr wurde sie eingeladen, ein Schullied für das Robert Gordon’s College zu schreiben. Vor 1933 wurden ihre Werke in Zeitschriften wie der Aberdeen University Review und The Scots Magazine veröffentlicht und 1921 und 1922 in Hugh MacDiarmid's Anthologien Northern Numbers aufgenommen. The Hog’s Back Press veröffentlichte 2015 ihre Gesammelten Gedichte.
Sie war eine begabte Übersetzerin, die in ihrem Werk Deveron Days drei Gedichte von Béranger wiedergab. Sie kannte sich auch gut mit den Traditionen und Bräuchen von Banffshire aus und schrieb und hielt Vorträge darüber.
Symon wurde neben ihren Eltern auf dem Friedhof Mortlach Kirche in Dufftown beigesetzt.